# 科沙·伊斯特万
科沙·伊斯特万（匈牙利語：Kossa István；1904年3月31日—1965年4月9日），是匈牙利共产党中央政治局委员、中央书记处书记，匈牙利工业部长、财政部长、邮政部长。

## 生平
1904年，出生于奥匈帝国匈牙利王国巴拉顿湖南岸绍莫吉州福纽德伊区巴拉顿莱莱镇的工人家庭。1908年，成为孤儿，在孤儿院生活。1922年，在布达佩斯交通公司工作。1928年，加入有轨电车和城市铁路职工工会。1931年，任有轨电车和城市铁路职工工会全国联合会中央领导成员。
1932年，加入匈牙利社会民主党。1933年，为有轨电车和城市铁路职工工会全国联合会总书记。1942年，被强征入伍，被派往乌克兰作战。1943年，投奔苏联，加入匈牙利共产党，在克拉斯诺戈尔斯克中央反法西斯学校学习。1945年，为匈牙利共产党中央委员会委员、中央书记处书记。
1946年，在匈共三大，为匈共中央政治局委员。1948年，任匈牙利第二共和国工业部长。1949年，任匈牙利人民共和国财政部长、最高国民经济委员会成员。1950年，任国家劳工委员会主席。1951年，匈共五大，被免去政治局委员和中央委员职务，降为党中央候补委员，任国家宗教局局长。1952年，任冶金和机械工业部部长，12月，任通用机械制造工业部部长兼冶金和机械工业部部长。1953年，任国家劳动委员会主席。1954年，任国家计划委员会第一副主席。1956年，任财政部长。11月，任匈牙利人民共和国工农革命政府委员、工农革命政府财政部长兼任经济委员会委员。1957年，任工农革命政府交通和邮政部部长。 1965年，病逝，享年61岁。

## 著作
- 《多瑙河之行》（1948年）
- 《艰难的觉醒》（1957年）
- 《回到多瑙河》（1965年）